# パトリック・キナード (第4代キナード卿)
第4代キナード卿パトリック・キナード（英語: Patrick Kinnaird, 4th Lord Kinnaird、1710年頃 – 1727年9月）は、スコットランド貴族。

## 生涯
第3代キナード卿パトリック・キナードとエリザベス・ライアン（Elizabeth Lyon、1739年1月没、第3代ストラスモア＝キングホーン伯爵パトリック・ライアンの娘）の息子として生まれた。1715年3月31日に父が死去すると、キナード卿の爵位を継承した。
1727年9月に生涯未婚のまま死去、10月に埋葬された。叔父チャールズが爵位を継承した。